# Das Gebieten des Rechten und Verbieten des Verwerflichen

Das Logo des saudischen „Komitees für das Gebieten des Rechten und Verbieten des Verwerflichen“.

Das Gebieten des Rechten und Verbieten des Verwerflichen (arabisch الأمر بالمعروف والنهي عن المنكر al-amr bi-l-maʿrūf wa-n-nahy ʿan al-munkar) ist ein islamischer Grundsatz koranischen Ursprungs, der die Durchsetzung der islamischen Normen und Moralvorschriften in der Gesellschaft beschreibt. Die Wahrnehmung dieser Aufgabe gilt im klassischen islamischen Recht als Pflicht der muslimischen Gläubigen, doch ist sie in einigen Ländern auch von staatlicher Seite institutionalisiert, wie zum Beispiel in Saudi-Arabien in Form des „Komitees für das Gebieten des Rechten und Verbieten des Verwerflichen“ (Haiʾat al-amr bi-l-maʿrūf wa-n-nahy ʿan al-munkar). In der klassischen islamischen Staatslehre wird das Amt, das für die Umsetzung dieses Grundsatzes zuständig ist, als Hisba bezeichnet, der Amtsträger als Muhtasib. In den westlichen Medien dagegen wird für Organisationen und Gruppen, die sich dieser Aufgabe widmen, meist der Begriff Islamische Religionspolizei verwendet.

## Koranische Begründung des Grundsatzes
Schon im Koran wird dieser Grundsatz, der auch in der Moderne eine zentrale Bedeutung hat, mehrfach erwähnt: siehe die Suren 3,110; 7,157; 9,71; 9,112; 22,41. Sure 3, Vers 110 betont, dass die muslimische Gemeinschaft sich gerade durch die Einhaltung dieses Grundsatzes von anderen unterscheidet:

„Ihr (Gläubigen) seid die beste Gemeinschaft, die unter den Menschen entstanden ist. Ihr gebietet, was recht ist, verbietet, was verwerflich ist, und glaubt an Gott.“

Das Selbstverständnis dieses Koranverses ist ein wichtiges Element muslimischer Identität bis in die Gegenwart. Ursprünglich bezieht die Koranexegese den Vers lediglich auf die ersten Muhadschirun, die während Mohammeds Wirken als Prophet aus Mekka nach Medina ausgewandert sind, erweitert aber den Kreis auf die Prophetengefährten insgesamt. Im modernen Verständnis ist die „beste Gemeinschaft“ in jeder historischen Periode die Gemeinschaft aller Muslime.
Wie tief dieser Grundsatz in der islamischen Gedankenwelt verwurzelt ist, bestätigt sich auch in der Erweiterung der fünf Säulen des Islams durch den Dschihad und durch die Nennung ebendieses Grundsatzes als Grundpfeiler des Islam. Dies geschieht diesmal nicht durch einen Prophetenspruch, sondern durch den Hinweis auf einen entsprechenden Ausspruch eines Prophetengefährten (sahaba).
Seine moralisch-ethische Bedeutung verdeutlicht auch ein auf den Propheten Mohammed zurückgeführter Hadith in der Traditionssammlung Sahih von Muslim ibn al-Haddschādsch, in dem er die Zeit politischer Wirren u. a. wie folgt umschreibt: das Herz weiß nicht, was recht ist, und verbietet nicht, was verwerflich ist.

## Geschichte des Grundsatzes in der Vormoderne
Während al-Hasan al-Basri das Gebieten des Rechten und Verbieten des Verwerflichen lediglich als freiwillige Leistung des Einzelnen einstufte, war ihre Umsetzung in der Gesellschaft gemäß Ahmad ibn Hanbal und at-Tabarī religiöse Pflicht, Die islamische Orthodoxie hat während der Mihna diese moralische Norm zu den fünf Säulen (al-arkān al-chamsa) hinzugefügt, was den Kalifen al-Ma'mun nach seinem Einzug in Bagdad veranlasste, die Unterlassung dieses Grundsatzes zu proklamieren. Adh-Dhahabī schreibt: Als Maʿmūn in Bagdad einzog, rief er dazu auf, (die Norm) „gebieten, was recht ist, und verbieten, was verwerflich ist“ zu unterlassen, da die Gelehrten Menschen immer wieder mit Schlägen und Haft bestraften. Ma'mūn sagte: die Menschen haben sich nunmehr auf einen Herrscher geeinigt.
Al-Ghazālī (gest. 1111) erachtete diese Norm als Grundlage der Religion und der göttlichen Botschaft durch die Propheten; ohne sie würde Anarchie herrschen und die Menschen wären zum Untergang verurteilt. Al-Ghazālī hielt es für erlaubt, dass auch Menschen, die selbst sündenbehaftet waren, das Rechte geboten, meinte aber, dass in diesem Fall das Gebieten des Rechten seine Wirkung in den Herzen der Menschen verfehle.

## Der Grundsatz in der Moderne
Die anlässlich der 19. Konferenz der Außenminister der Organisation der Islamischen Konferenz verabschiedete Kairoer Erklärung der Menschenrechte im Islam (5. August 1990) greift in Art. 22 auf diesen Grundsatz unter Berücksichtigung der islamischen Rechtsnormen der Schari'a zurück:

“Everyone shall have the right to advocate what is right, and propagate what is good, and warn against what is wrong and evil according to the norms of Islamic Shari'ah.”

In der Grundordnung des Königreichs Saudi-Arabien vom 3. Januar 1992 heißt es in Kapitel 5 („Rechte und Pflichten“), Artikel 23: Der Staat schützt den islamischen Glauben, wendet die Schari'a an, gebietet, was recht ist, und verbietet, was verwerflich ist. Er erfüllt die Pflicht, (die Menschen) zum Islam aufzurufen (Da'wa).
An der islamischen Universität Umm al-Qurā (Mekka) besteht ein nach diesem Grundsatz benannter Lehrstuhl mit Lehrgängen und Magisterabschluss, der ausschließlich diese moralische Verpflichtung zum Thema hat. Auf der englischsprachigen Seite der Universität wird dieser Lehrstuhl nicht genannt.